# Mouche de la truffe
Taxons concernés
- Parmi la famille Heleomyzidae
  - Parmi le genre Suillia et courants :
    - Suillia humilis (Meigen, 1830)
    - Suillia fuscicornis (Zetterstedt, 1847)
    - Suillia gigantea (Meigen, 1830)

  - Parmi le genre Suillia et peu courants :
    - Suillia hispanica (Loew, 1862)
    - Suillia notata (Meigen, 1830)
    - Suillia pallida (Fallén, 1820)
    - Suillia tuberiperda (Rondani, 1867)
    - Suillia ustulata (Meigen, 1830)
- Parmi la famille Syrphidae
  - Parmi le genre Cheilosia et peu courant :
    - Cheilosia scutellata (Fallén, 1817)modifier

Mouche de la truffe (également nommée mouche truffigène, mouche truffière et mouche rabassière) est un nom vernaculaire désignant en français diverses mouches de l'ordre des Diptères et de la famille des Heleomyzidae et des Syrphidae. Elles ont la particularité d'être inféodées aux truffes du genre Tuber au sein desquelles les larves se développent. Ces espèces de mouches européennes, au nombre de 9, appartiennent en majorité au genre Suillia. Le genre Helomyza, très fréquemment cité, en est un synonyme. Elles servent d'indicateur au caveur lors de sa recherche de truffes.

## Espèces concernées

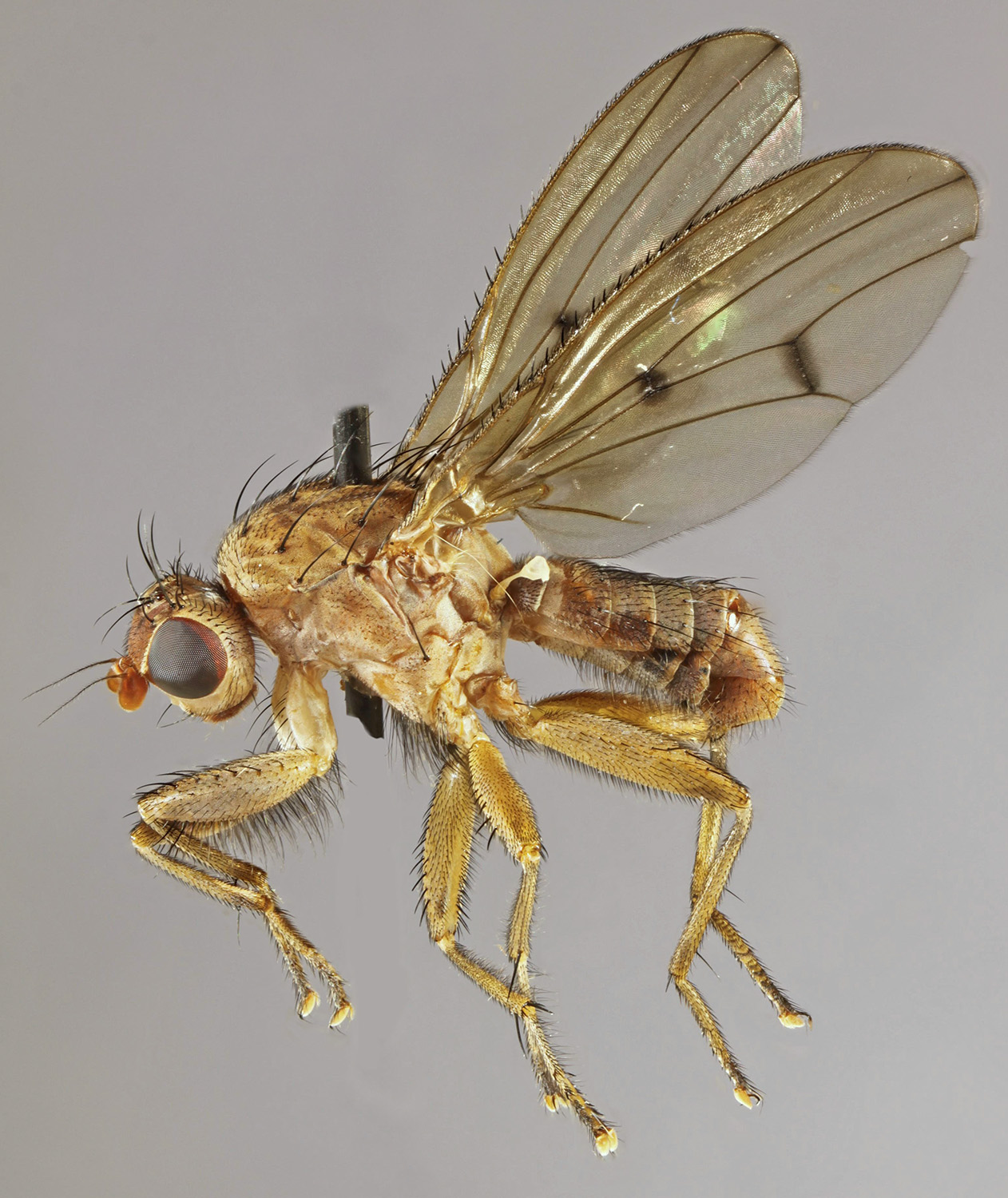
Suillia humilis, petite (4 à 6 mm), cosmopolite

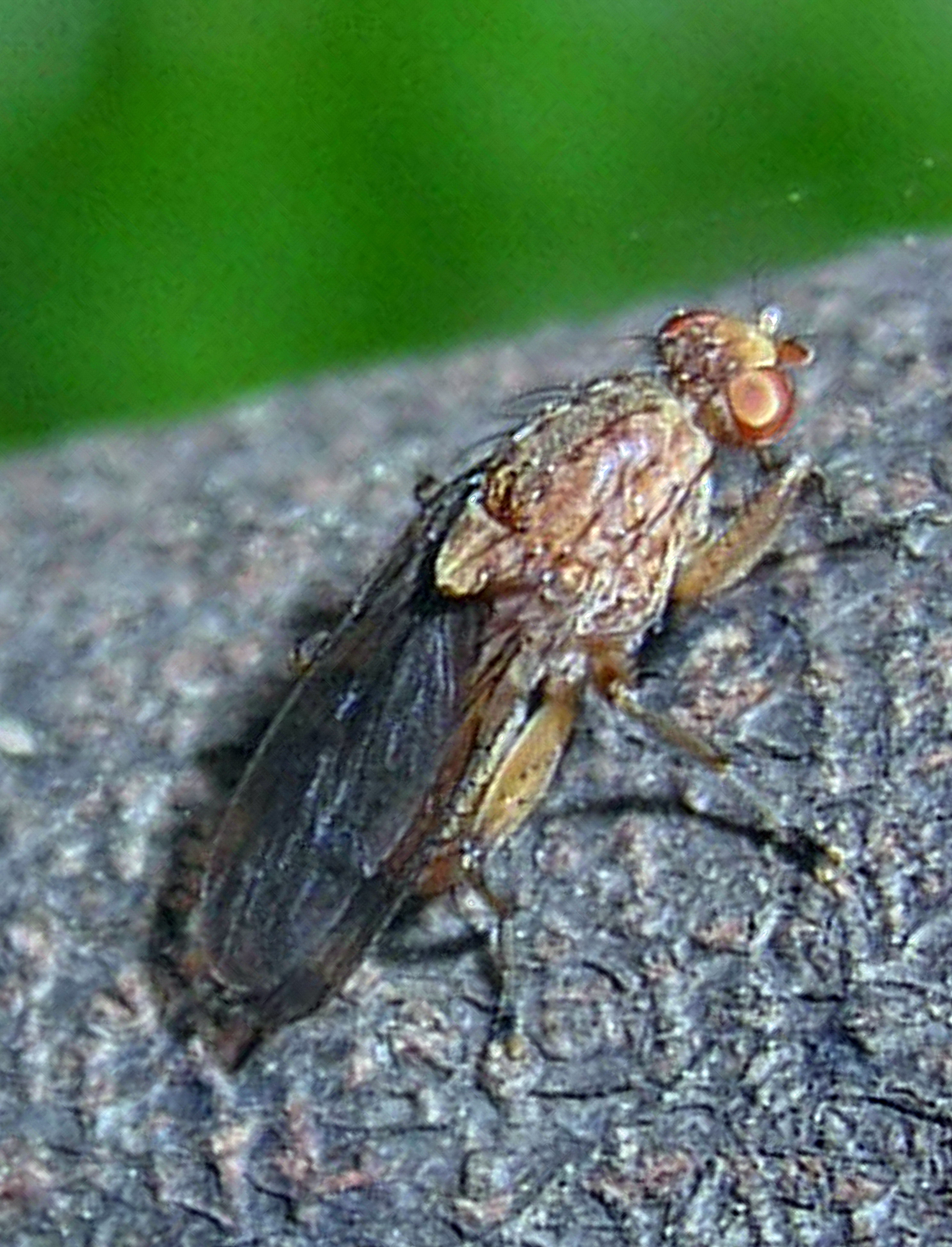
Suillia fuscicornis, petite (4 à 6 mm), cosmopolite, aux ailes plus sombres, fréquente sur Tuber uncinatum (Truffe de Bourgogne).

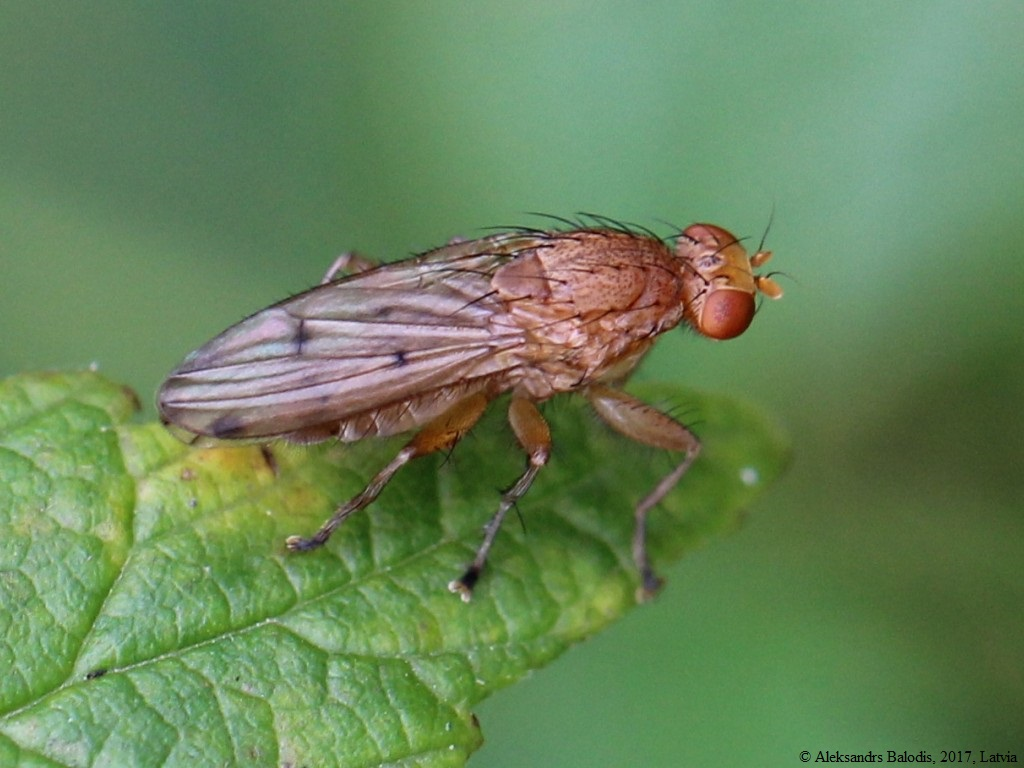
Suillia gigantea, grande (9 à 14 mm), méditerranéenne, fréquente sur Tuber melanosporum (Truffe du Périgord).

Les imagos du genre Suillia sont ornés d'une couleur rouge ferrugineuse avec des taches sombres sur les ailes et sont plus grandes que la Mouche domestique (entre 5 et 9 mm selon les espèces). Elles sentent un peu le soufre. Les larves ont l'apparence d'un asticot sans tête ni pattes, et ont trois stades de développement.
Entre 1820 et 1867, huit espèces du genre Suillia et une du genre Cheilosia dont les larves sont inféodées aux truffes ont été décrites. Trois sont courantes en France :
- Suillia humilis, petite (4 à 6 mm), européenne.  Synonymes : Suilla montserratensis[4], Suillia inornata[5], Helomyza humilis, Helomyza inornata[5],[6].
- Suillia fuscicornis, petite (4 à 6 mm), européenne, aux ailes plus sombres, fréquente sur Tuber uncinatum (Truffe de Bourgogne) et  Tuber melanosporum (Truffe du Périgord). Synonymes : Helomyza montana[7], Helomyza fuscicornis[8].
- Suillia gigantea, grande (9 à 14 mm), méditerranéenne, fréquente sur Tuber melanosporum (Truffe du Périgord). Synonymes : Helomyza maxima, Suillia tuberivora[9], Helomyza gigantea[10], Helomyza tuberivora[11].

Six autres espèces de mouches présentes en France, moins courantes, sont également inféodées aux truffes et peuvent être incluses au sein des « mouches de la truffe » :
- Suillia hispanica, présente uniquement en France et en Espagne[12] sur Tuber melanosporum[13]
- Suillia notata, présente en Europe de l'Ouest et centrale sur Tuber melanosporum[14]
- Suillia pallida, présente sur l'ensemble de l'Europe sur Tuber melanosporum, très courante en Espagne[15],[2]
- Suillia tuberiperda, méditerranéenne, sur Tuber aestivum, très courante en Espagne[16],[2]
- Suillia ustulata, présente en Europe de l'Ouest et centrale (excepté en Espagne), sur Tuber melanosporum[17]
- Cheilosia scutellata, présente sur l'ensemble de l'Europe sur Tuber melanosporum et Tuber uncinatum[18]

Les mouches de la truffe sont accompagnées par une cohorte d'autres insectes opportunistes au régime saprophage moins spécifique et dont les larves se nourrissent des restes laissés par les précédentes. Il s'agit notamment de la Muscinae Muscina stabulans, de Fannia canicularis et d'un ensemble de petits moucherons noirs de la famille Lycoriidae. N'étant pas intimement inféodées aux truffes, il ne semble pas judicieux de les inclure dans le groupe des « mouches de la truffe » à proprement dit.

## Éthologie

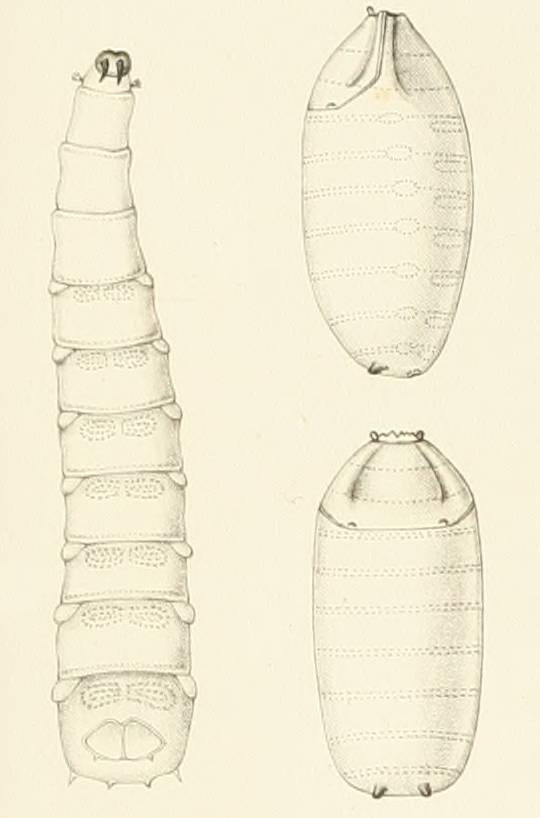
Suillia gigantea, larve et pupe (illustration de Laboulbène, 1864)

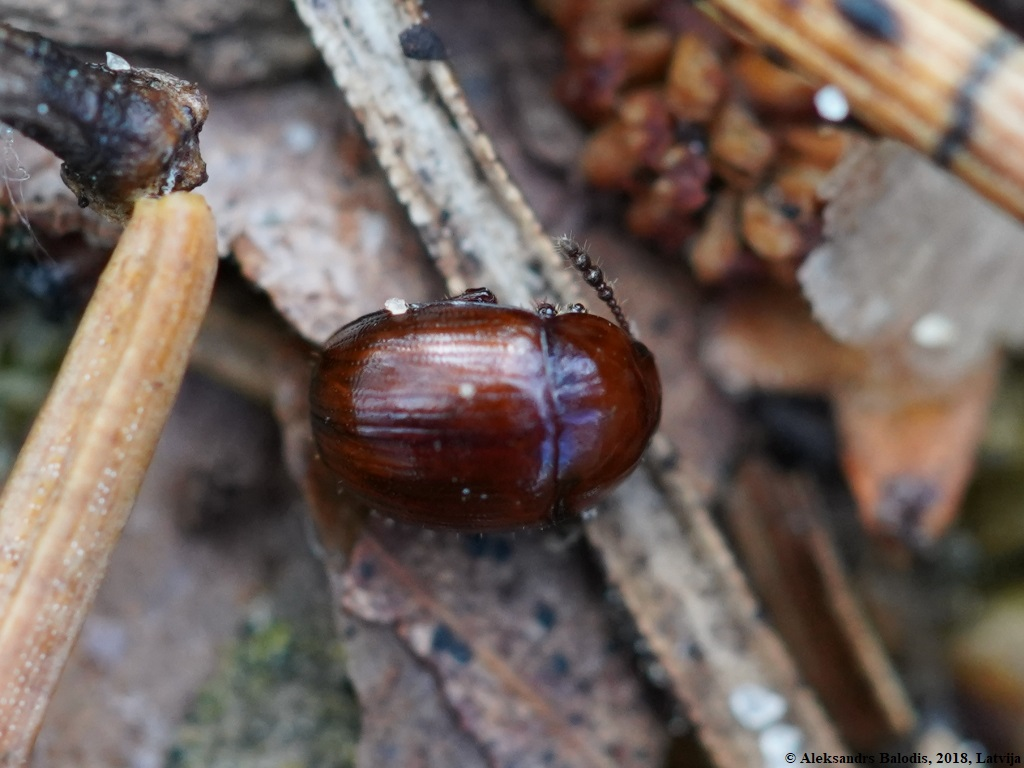
Leiodes cinnamomea, coléoptère, de la famille Leiodidae, également inféodé aux truffes.

Jusqu'à la fin du XIXe siècle, il était courant de penser que les truffes étaient des galles provoquées par la piqûre des mouches sur les radicelles des arbres truffiers. C'est en 1864 que Laboulbène décrit la relation qui unit les mouches et leur hôte et ainsi discrédite cette théorie.
Hivernant à l'intérieur de leur pupe, les imagos sont visibles dès le tout début du printemps par temps chaud. Ce sont des insectes peu farouches et calmes. Maladroits, ils se déplacent par petits vols successifs sur de courtes distances. Diurnes, ils ne sont actifs que par temps doux, clair et sans vent. Les femelles ne sont sexuellement mâtures que 2 à 3 semaines après leur émergence; elles ont besoin de se nourrir de nectar ou de miellat afin de développer leurs ovaires. Quant aux mâles, plus grands, ils sont en recherche active de femelles afin de s'accoupler dès leur émergence. Une fois l'accouplement effectif, la femelle est attirée par le parfum d'une truffe mûre qu'elle semble chercher en humant la terre tout en restant immobile quelques instants pour ensuite repartir vivement un peu plus loin. Son lieu de ponte découvert, elle dépose quelques œufs blancs à la surface du sol ou si la truffe affleure, directement sur le cortex. Il semble que les truffes blessées soient plus attirantes, la proportion de larves étant plus importante lorsque les truffes ont été préalablement blessées par le coléoptère également tubérivore Leiodes cinnamomea,,.
Trois ou quatre jours plus tard, naissent de petits vermisseaux qui se faufilent entre les grains de terre jusqu'au champignon qu'ils pénètrent jusqu'à la gleba et réduisent en bouilli grâce à leurs enzymes digestifs. Leurs deux crochets situés à l'avant ne leur servent pas à se nourrir mais à se déplacer à la manière d'un piolet. Il est courant de trouver de 20 à 30 larves par truffe. Trois semaines plus tard, les larves repues remontent à la surface du sol pour se puposer, ne laissant que des lambeaux du champignon. Dix à quinze jours plus tard, les imagos émergent,.

## Phénologie
Ces espèces semblent bivoltines. Les imagos peuvent résister à des températures assez basses (jusqu'à 2 °C), c'est pourquoi il n'est pas rare de les observer dès le début du printemps et au début de l'hiver, par jour de beau temps et sans vent,.
Ces insectes mycophages présentent plusieurs pics de population étroitement liés au cycle du champignon, et les populations des différentes espèces se chevauchent au cours de l'année. Ainsi les deux espèces les plus communes en Espagne, Suillia tuberiperda et Suillia pallida, ont une complémentarité phénologique, ce qui signifie qu'elles partagent les ressources alimentaires pour éviter la compétition interspécifique : S. pallida est présente pendant les mois les plus froids, avec une préférence pour Tuber melanosporum, et S. tuberiperda pendant les périodes plus chaudes, probablement sur Tuber aestivum.

## Impact parasitaire
Les mouches de la truffe ne semblent pas responsables de la baisse de production des truffières depuis l'après-guerres. Seraient à incriminer leur abandon et le manque de soins appropriés et réguliers, la présence des insectes étant peu problématique lorsque la cueillette est régulière.
Les dommages causés par ces espèces deviennent néanmoins préoccupantes depuis l'intensification des cultures. Elles provoquent une dépréciation du produit final : d'une part, les consommateurs perçoivent négativement la présence de larves et de leurs matières fécales ; d'autre part, leur alimentation entraîne une diminution du poids de la truffe (jusqu'à 40% du poids frais). La perte de qualité est inévitable, car une putréfaction rapide et une dégradation enzymatique se produisent dans l'ensemble de la gleba. À titre d'exemple, une truffe de 76 g parasitée par 26 asticots a été complètement consommée en 2-3 jours.
Il n’existe à l'heure actuelle aucun traitement efficace contre ces parasites. Seules des actions culturales mécaniques peuvent être mise en place afin de réduire les populations. Un travail du sol superficiel sur 30 à 40 cm destiné à prévenir le développement de la truffe dans les premiers centimètres et une culture diversifiée en termes d'espèce de truffes sont les deux mesures recommandées pour empêcher la propagation de ces insectes.

## Service écosystémique
Cette prédation, bien que problématique, doit être relativisée. En effet, le transit des ascopores (les cellules reproductrices des truffes) par le tube digestif des espèces prédatrices stimule leurs facultés germinatives ; une germination autrement très difficile à reproduire en laboratoire. De plus, ces mêmes prédateurs jouent un rôle essentiel dans la dissémination des champignons. Mais contrairement aux mammifères qui les dispersent sur de longues distances, les mouches limitent leur propagation au site de prélèvement. Enfin, les descentes et remontées des larves participent à la création d'une macroporosité du sol assurant son aération et sa décompaction favorable au développement des fructifications,.

## La cueillette de truffes « à la mouche »

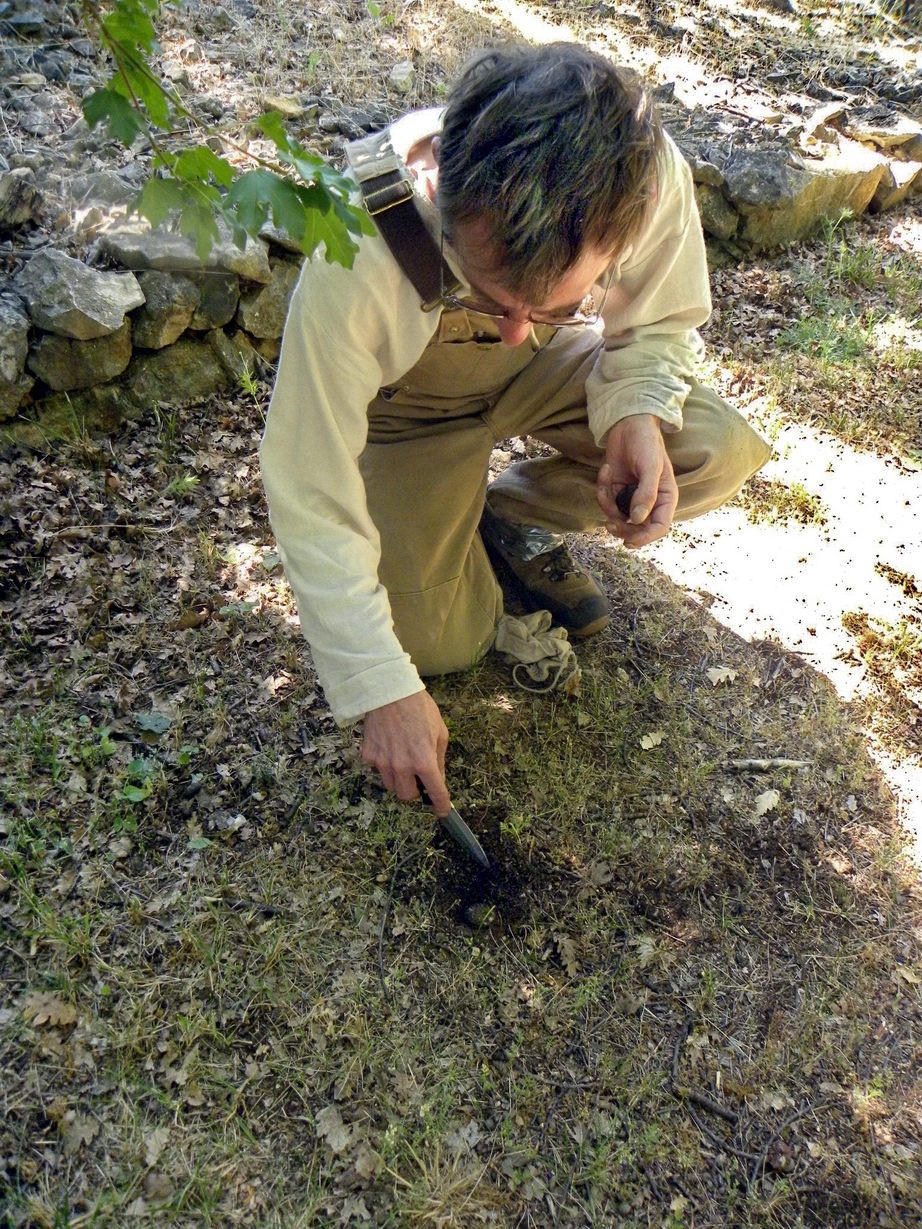
Cueillette de truffe dans le Var (France)

La présence de mycélium de Tuber spp. se traduit par une zone de végétation sèche autour de l'arbre truffier, appelée « brûlé ». Une fois cette zone détectée, le caveur (ou rabassier en patois méridional) se doit de découvrir l'endroit exact où se situe la truffe. Outre l'utilisation d'animaux à l'odorat subtil tels que les cochons ou les chiens, dressés spécialement à cet effet, il existe différentes méthodes permettant la découverte des truffes en truffière sauvage ou agricole,.
Dans certaines régions truffières de France, telles que la Provence, le Périgord et la Lorraine, il se pratique la cueillette de truffes dite « à la mouche ». En surveillant les allées et venues des Diptères attirés par l'odeur du champignon, il est possible de découvrir le lieu où la femelle dépose ses œufs, situé à l'aplomb de l'objet recherché. Une autre méthode, plus active, consiste à lever les mouches en tapotant sur le sol avec une baguette, tout en prenant attention à son ombre afin de ne pas les effrayer et en suivant le déplacement des insectes jusqu'au lieu où ils se posent. Cette technique de cueillette présente l'avantage de trouver uniquement des truffes mûres (parfois trop), les mouches n'étant jamais attirées par un champignon encore vert. Cependant une journée bien ensoleillée sans aucun vent est nécessaire pour mettre à profit cette technique. En effet, une légère brise peut déplacer l'odeur du champignon et troubler l'insecte, voire stopper son activité. Pour certains, la « recherche de diamant noir accompagné de nuées de mouches couleur or », fait de cette cueillette un acte poétique.
En 1819, Jean-Baptiste Bosc livre ce témoignage dans le Nouveau dictionnaire d'histoire naturelle: 

« Les bons chercheurs de truffes reconnoissent les lieux où il doit y en avoir [...] par la présence d'une petite tipule dont les larves vivent à leurs dépens. Lorsque je demeurois sur la chaîne calcaire qui est entre Langres et Dijon, j'ai souvent employé ce moyen pour découvrir les truffes à l'époque de leur maturité, c'est-à-dire à la fin de l'automne, mais tous les jours et tous les instants ne sont pas propres aux observations de ce genre. Ceux où le soleil luit et neuf heures du matin, sont les deux circonstances que l'on doit choisir. Il ne s'agit alors, que de se pencher, de regarder horizontalement la surface du sol pour voir une colonne de ces tipules, à la base de laquelle on n'a qu'à fouiller pour trouver la truffe d'où elles sortent. »